# Plecia rufithorax
Plecia rufithorax är en tvåvingeart som beskrevs av Walker 1848. Plecia rufithorax ingår i släktet Plecia och familjen hårmyggor. Inga underarter finns listade i Catalogue of Life.